# Küba
Küba ist der Name einer Videoinstallation von Kutluğ Ataman von 2004. Sie besteht aus 40 filmischen Porträts von Einwohnern und Einwohnerinnen eines Istanbuler Gecekondu, das allgemein „Küba“ genannt wird. Eigentlich ist „Küba“ das türkische Wort für die Karibik-Insel Kuba.
Das Viertel liegt zwischen den Stadtteilen Merter und Tozkoparan auf der europäischen Seite Istanbuls.

## Videoinstallation von Kutluğ Ataman
Die Videos wurden 2002/2003 gedreht. Mit Ausnahme eines Videos, das ein Ehepaar zeigt (womöglich jedoch als Porträt der Frau geplant war), steht jeweils eine einzelne Person im Vordergrund; manchmal sind andere anwesend, sichtbar oder unsichtbar, sprechen aber höchstens einige wenige Sätze. In den meisten Fällen wurden die Videos mit wenigen Schnitten in einer Sitzung gedreht; an der wechselnden Kleidung von Arife und Hatun wird jedoch erkennbar, dass die Aufnahmen mit ihnen sich über einen längeren Zeitraum hinzogen. Diese beiden Frauen, die von Anfang an hier lebten (die eine ist die Tochter des Erstsiedlers, von dem es auch ein Porträt gibt, die andere zählt zu den ersten, die sich auf dessen Einladung hier niederließen), haben viel über die Geschichte des Viertels zu erzählen.
Die Porträtierten berichten vor allem über ihr eigenes Leben. Teilweise hört man, wie ihnen Stichworte geliefert, Fragen gestellt werden. Immer wieder kommt die Rede auf das Viertel, woher der Name stammt, wie man hier lebt, ob die Porträtierten gerne hier sind, was das Besondere an „Küba“ ist. Das Alter reicht von 7 bis 83. Jungen und Männer sind häufiger vertreten als Mädchen und Frauen (24 zu 17).
Die Videos sind in 40 alten, ganz unterschiedlichen Fernsehern zu sehen. Auch die Möbel, auf denen diese stehen, und die Sitzgelegenheiten davor sind abgenutzt und uneinheitlich, so als handele es sich um Teile authentischer Wohneinrichtungen. Anfang und Ende der Beiträge sind kaum zu erkennen, die Länge variiert von wenigen Minuten bis zu etwa einer Stunde. Die Gesamtlänge beträgt 28,5 Stunden. Der türkische O-Ton ist unterschiedlich laut eingestellt, aber meist so, dass man nicht oder nur mit großer Mühe folgen kann und daher auf die englischen Untertitel angewiesen ist.

## Geschichte des StadtteilsKüba
1961 errichtete eine alevitische kurdische Familie die erste Hütte in dem damals weit über die heutigen Grenzen hinweg menschenleeren Gebiet. Sie luden einige Verwandte ein, ebenfalls mit ihren Familien hier zu siedeln. Später ließen sich auch Menschen nieder, die in keiner Verbindung zu dem Ursprungsclan standen. Nach wie vor leben hier aber hauptsächlich Menschen mit kurdischen Wurzeln.
In den 1970er-Jahren war das Viertel stark von einer linken politischen Gruppierung geprägt. Der damit einhergehenden Verfolgung durch staatliche Organe begegneten die Einwohner mit großer Entschlossenheit, wobei ihnen die gemeinschaftlichen Erfahrungen zugutekamen, die sie als Erbauer illegaler Häuser (Gecekondu) und bei deren Verteidigung in den Jahren zuvor gemacht hatten. Dieses Widerstehen gegen einen eigentlich  übermächtigen Feind sowie das Vorherrschen  sozialistischer Ideen legten wohl den Vergleich mit Fidel Castros Kuba nahe.
Auch tatsächliche oder unterstellte Verbindungen zur PKK führten zu staatlichen Repressionen.
Zur Zeit der Dreharbeiten (2002/3) bestand Küba aus etwa 330 einzelnen Häusern oder Hütten. Die Stadtverwaltung plante zu diesem Zeitpunkt den teilweisen Abriss.

## Ausstellungsorte
Die Videoinstallation wurde in verschiedenen Museen und auf Festivals gezeigt (z. B. Theater der Welt in Stuttgart).
Vom 1. September 2009 bis zum 17. Januar 2010 war sie im Museum Ludwig in Köln zusammen mit einer ähnlichen Videoinstallation desselben Künstlers über Bewohner und Bewohnerinnen von Orange County in Kalifornien („Paradise“ von 2007) zu sehen.